# SE Ypiranga FC
SE Ypiranga FC is een Braziliaanse voetbalclub uit de stad Santa Cruz do Capibaribe, in de staat Pernambuco.

## Geschiedenis
De club werd in 1938 opgericht. De club kon nog nooit het staatskampioenschap winnen, maar speelde wel al twee seizoenen in de Série C.